# منتدى الاستثمار السعودي الأمريكي 2025

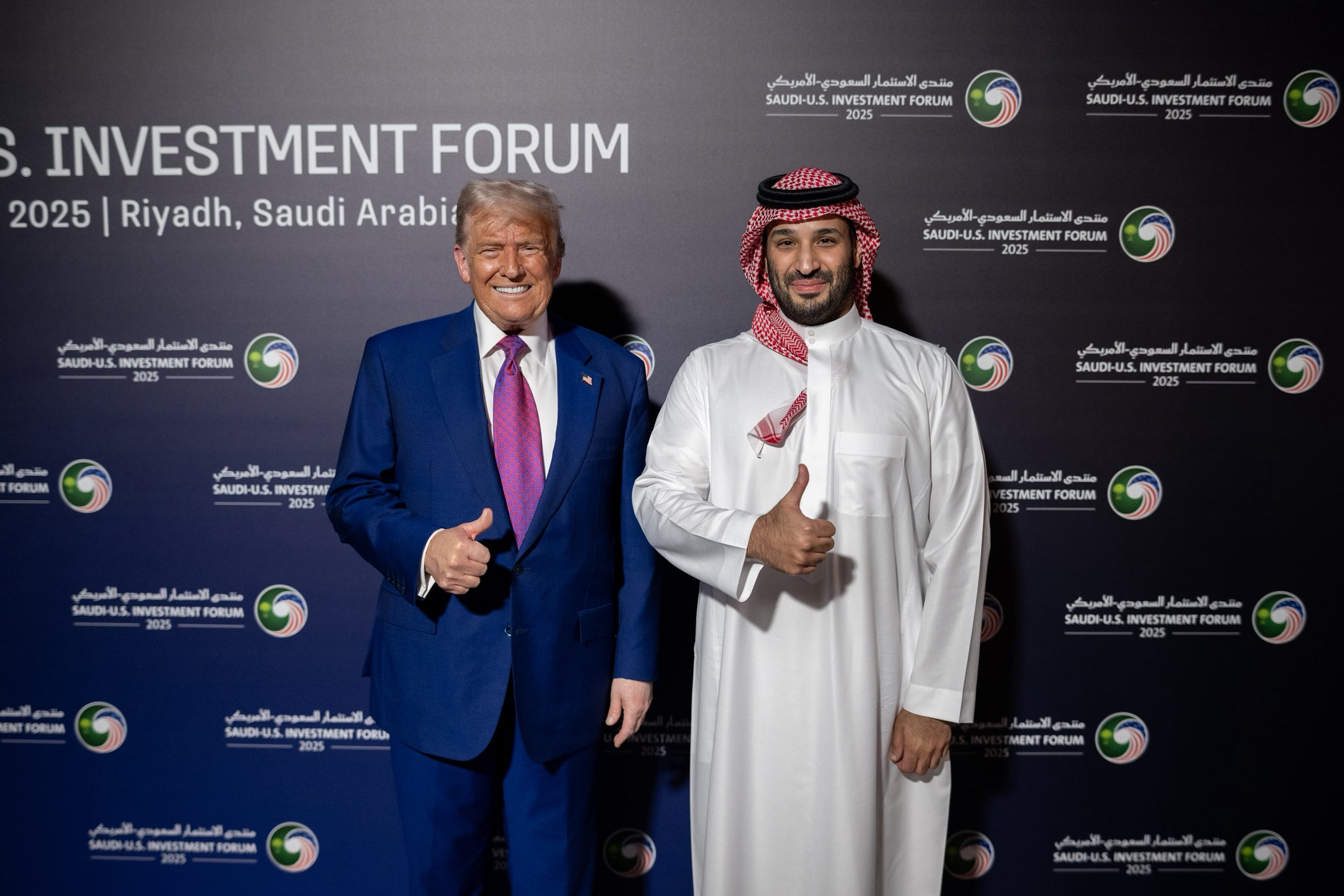
ولي العهد السعودي محمد بن سلمان والرئيس الأمريكي دونالد ترمب في منتدى الاستثمار السعودي الأمريكي في الرياض.

منتدى الاستثمار السعودي الأمريكي 2025 فعالية اقتصادية نُظّمت في العاصمة السعودية الرياض بتاريخ 13 مايو 2025،، تزامناً مع الزيارة الرسمية للرئيس الأمريكي دونالد ترمب إلى السعودية. جاء انعقاد المنتدى في سياق متغيرات إقليمية ودولية، أبرزها سعي السعودية لتنفيذ رؤية 2030، الهادفة إلى تنويع مصادر الدخل، وتحويل المملكة إلى مركز جذب استثماري عالمي. كما جاء المنتدى في ظل محاولات أمريكية لإعادة تشكيل النفوذ السياسي والاقتصادي في الشرق الأوسط. شهد توقيع عدد من الاتفاقيات الضخمة بحضور قادة سياسيين ورجال أعمال عالميين. جمع المنتدى قادة الأعمال وصناع القرار من البلدين، وخلال جلسات المنتدى، أعلنت المملكة العربية السعودية عن خطة استثمارية تبلغ قيمتها 600 مليار دولار في الولايات المتحدة، وقد تُرفع لاحقًا إلى تريليون دولار.
شهد المنتدى إعلانًا سياسيًا بارزًا برفع العقوبات الأمريكية عن سوريا عقب تغيّر السلطة هناك، مع تأكيد واشنطن على إعادة بناء العلاقات مع الحكومة الجديدة. كما جدد الرئيس ترمب موقفه الرافض لامتلاك إيران سلاحًا نوويًا، مع استعداد للتفاوض على اتفاق جديد بشروط تغيير سلوك طهران. وفي ملف السلام الإقليمي، أشار إلى أهمية اتفاقيات أبراهام، معتبراً انضمام السعودية خطوة تاريخية نحو الاستقرار.
واجه منتدى الاستثمار السعودي الأمريكي 2025 انتقادات تتعلق بتسييسه، خاصة بعد إعلان الرئيس ترمب رفع العقوبات عن سوريا خلاله، ما حوّله من فعالية اقتصادية إلى منصة سياسية. كما انتُقد تركيزه المفرط على الصفقات الدفاعية التي طغت على مجالات التنمية. وأُثيرت مخاوف بشأن غياب الشفافية في اتفاقيات الذكاء الاصطناعي، إلى جانب محدودية المشاركة المجتمعية، حيث اقتصر الحضور على النخب دون تمثيل فعلي للقطاعات المدنية.

## أبرز الإعلانات

### الاستثمارات المشتركة
أعلنت المملكة العربية السعودية عن خطة استثمارية تبلغ قيمتها 600 مليار دولار في الولايات المتحدة، وقد تُرفع لاحقًا إلى تريليون دولار.

### صفقة الدفاع الكبرى
شهد المنتدى توقيع صفقة أسلحة بقيمة 142 مليار دولار بين الجانبين، وتعدّ من أكبر الصفقات الدفاعية في تاريخ العلاقات الثنائية، وتهدف إلى تعزيز القدرات الدفاعية السعودية في ظل التحديات الإقليمية.

### تأسيس شركة «Humain» للذكاء الاصطناعي
أُطلقت شركة «Humain» المتخصصة في تطوير تطبيقات الذكاء الاصطناعي، بدعم من صندوق الاستثمارات العامة السعودي، وبشراكات مع شركات أمريكية مثل Nvidia وAMD، لتكون نواة للبنية التحتية التقنية الجديدة في المملكة.

## البُعد السياسي للمنتدى
رغم الطابع الاقتصادي المعلن لمنتدى الاستثمار السعودي الأمريكي 2025، فقد اتخذ الحدث أبعادًا سياسية لافتة، تمثلت في تصريحات أدلى بها الرئيس الأمريكي السابق دونالد ترامب خلال كلمته الرسمية في الجلسة الافتتاحية. أبرز تلك التصريحات كان إعلانه رفع جميع العقوبات الأمريكية المفروضة على سوريا، وذلك في أعقاب الإعلان عن سقوط نظام بشار الأسد وتشكيل حكومة انتقالية جديدة بقيادة الرئيس أحمد الشرع. وأوضح ترامب أن العقوبات قد «أدّت دورها ولم تعد ضرورية»، مشيرًا إلى نية الولايات المتحدة استئناف العلاقات الطبيعية مع الحكومة السورية الجديدة، ودعم جهودها في تحقيق الاستقرار وإعادة الإعمار.
ويُعد هذا الإعلان تحولًا سياسيًا كبيرًا في الموقف الأمريكي من الملف السوري، وهو ما أثار جدلاً في الأوساط التحليلية حول تسييس المنتدى الاقتصادي، واستخدامه كمنصة للإعلان عن توجهات دبلوماسية، بعيدًا عن أهدافه الاستثمارية المعلنة. وقد اعتُبر هذا الخلط بين السياسي والاقتصادي مؤشرًا على طغيان الدينامية الجيوسياسية على مناخ الأعمال في بعض المنتديات الدولية، ما قد يؤثر على ثقة المستثمرين وحياد بيئة الاستثمار.
علاوة على ذلك، شهد المنتدى تصريحات متصلة بالقضايا الإقليمية، إذ شدد ترامب على أهمية اتفاقيات أبراهام، معتبرًا انضمام المملكة العربية السعودية إليها «تكريمًا عظيمًا» من شأنه أن يُعزّز مسار السلام في المنطقة، دون أن يُعلن عن خطوة رسمية بهذا الصدد. كما أعاد التأكيد على الموقف الأمريكي المتشدد من الملف النووي الإيراني، واصفًا إيران بأنها «القوة الأكثر تدميرًا في الشرق الأوسط»، مع التلميح إلى إمكانية التفاوض بشروط جديدة، شريطة تغيير سلوكها الإقليمي.